# Lesnitschje
Lesnitschje (russisch Лесничье, deutsch Milchbude, Kreis Darkehmen) ist ein kleiner Ort in der russischen Oblast Kaliningrad. Er gehört zur kommunalen Selbstverwaltungseinheit Munizipalkreis Osjorsk im Rajon Osjorsk.

## Geografische Lage
Lesnitschje liegt sechs Kilometer südwestlich der Rajonstadt Osjorsk (Darkehmen/Angerapp) und ist von Wolnoje (Wollehnen) aus zu erreichen. Eine Bahnanbindung gibt es nicht.

## Geschichte
In dem kleinen Ort Milchbude lebten im Jahr 1818 23 Einwohner, 1863 waren es bereits 36, deren Zahl sank jedoch bis 1939 auf 19. Im Jahr 1874 wurde Milchbude (offenbar) als Landgemeinde dem neu gebildeten Amtsbezirk Gudwallen (heute russisch: Lwowskoje) im Kreis Darkehmen zugeordnet.
Im Januar 1945 wurde der Ort von der Roten Armee besetzt. Die neue Polnische Provisorische Regierung ging zunächst davon aus, dass er mit dem gesamten Kreis Darkehmen (Angerapp) unter ihre Verwaltung fallen würde. Im Potsdamer Abkommen (Artikel VI) von August 1945 wurde die neue sowjetisch-polnische Grenze aber unabhängig von den alten Kreisgrenzen anvisiert, wodurch der Ort unter sowjetische Verwaltung kam. Die polnische Umbenennung des Ortes in Mleczak im Juni 1948 wurde (vermutlich) nicht mehr wirksam. Im Juli 1950 erhielt er den russischen Namen „Lesnitschje“ und wurde dem Dorfsowjet Otradnowski selski Sowet im Rajon Osjorsk zugeordnet. 1963 gelangte Lesnitschje in den neu gebildeten Lwowski selski Sowet. Von 2008 bis 2014 gehörte der Ort zur Landgemeinde Krasnojarskoje selskoje posselenije, von 2015 bis 2020 zum Stadtkreis Osjorsk und seither zum Munizipalkreis Osjorsk.

## Kirche
Die meistenteils evangelische Bevölkerung Milchbudes war bis 1945 in das Kirchspiel Darkehmen (1938–1946 Angerapp, seit 1946: Osjorsk) eingepfarrt. Es lag im Kirchenkreis Darkehmen (Angerapp) in der Kirchenprovinz Ostpreußen der Kirche der Altpreußischen Union.
Während der Zeit der Sowjetunion waren alle kirchlichen Aktivitäten untersagt. Erst in den 1990er-Jahren bildeten sich in der Oblast Kaliningrad wieder zahlreiche evangelische Gemeinden. Lesnitschje liegt jetzt in der Region der Salzburger Kirche in Gussew (Gumbinnen), die sich der ebenfalls neugegründeten Propstei Kaliningrad in der Evangelisch-Lutherischen Kirche Europäisches Russland (ELKER) angeschlossen hat.